# Take Five
Pour les articles homonymes, voir Take Five (société de production) et Take Five (homonymie).
Pistes de Time Out
Strange Meadow Lark
(3) Three to Get Ready
(5)
Take Five est une composition du saxophoniste Paul Desmond écrite en 1959 pour l'album Time Out du quartet de Dave Brubeck.
Le titre vient d'un jeu de mots sur l'expression anglaise « take five », qui peut signifier « pause de cinq minutes » ou encore « cinquième prise (enregistrement) ». Il souligne la mesure à cinq temps (cinq noires par mesure, ou 

 choisi pour ce morceau : le chiffre 5 indique le nombre de temps par mesure, soit 5, et le chiffre 4 indique l'unité de mesure du temps, soit la noire), rarissime dans le jazz des années 1950, et dans la musique en général. Plus simplement, il désigne alors cette écriture musicale établie sur une mesure à cinq temps. A noter que Joe Morello est à l'origine de ce morceau : il demanda à Paul Desmond de composer un morceau sur le rythme qu'il jouait.
Take Five est présent dans la sixième édition du Real Book.

## Paul Desmond et le Dave Brubeck Quartet

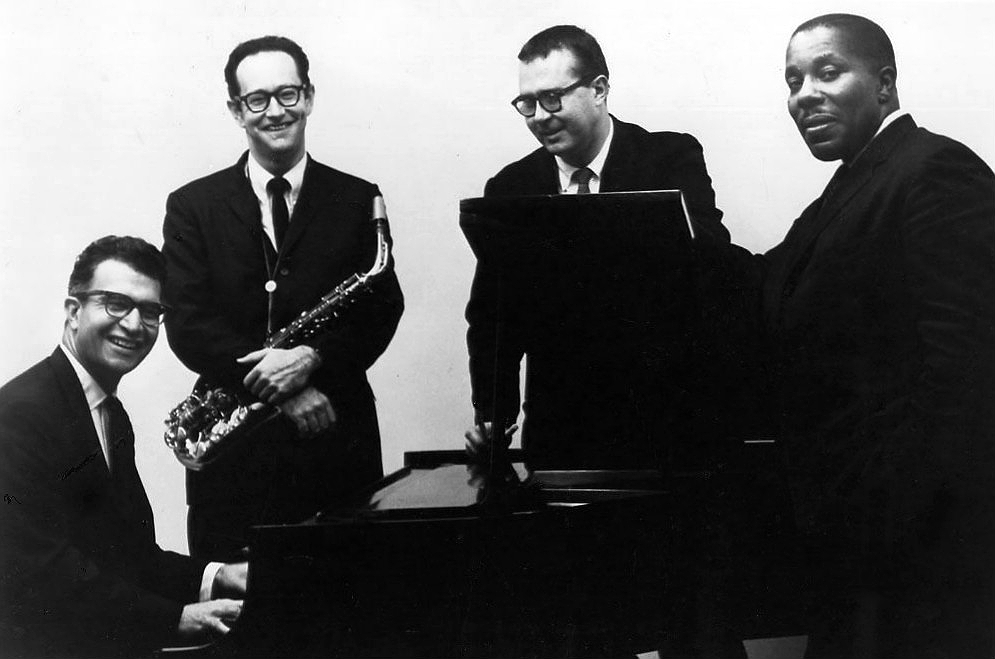
Le Dave Brubeck Quartet en 1962.

Le Dave Brubeck Quartet a enregistré ce morceau, devenu l'emblème de sa formation, à de nombreuses reprises. Véritable tube à l'époque malgré sa métrique inhabituelle, le thème est devenu un standard de jazz. La partition originale de Desmond que joue le Dave Brubeck Quartet contient ainsi un thème et deux improvisations bien distinctes, jouées généralement par le saxophoniste, sans oublier le solo de batterie de Joe Morello. Paul Desmond a écrit ultérieurement un autre thème à cinq temps Take Ten. Dave Brubeck, quant à lui, a écrit et joué avec son quartet Far More Blue et Far More Drums (présents sur l'album Time Further Out), toujours à 5/4.

## Droits d'auteur
En 1959, Paul Desmond aurait déclaré : « Quand j'ai écrit Take Five, je croyais que c'était un morceau à jeter à la poubelle, et après l'avoir édité, j'étais prêt à échanger l'intégralité des droits d'auteur de Take Five contre un rasoir électrique de marque Ronson de seconde main ».
Paul Desmond a donné tous les droits d'auteur à la Croix-Rouge,, ce qui représentait plus de six millions de dollars en 2012,,,.

## Structure
Take Five est joué en Mib mineur avec des mesures de 5/4 (4 noires et 2 doubles-croches entrecoupées de silences). Le morceau est décomposable en 10 parties distinctes, :
| Partie    | Descriptif |
| --------- | --- |
| Partie 1  | Intro : Batterie, piano et contrebasse installent le groove 5/4 avec l'ostinato de deux accords : Mibm - Sibm7 x8. |
| Partie 2  | Section A : Mélodie au saxo de deux fois quatre mesures similaires. Mélodie : Ré-Mi-Mi-Si puis Ré-Mi-Si-Mi.        |
| Partie 3  | Section B : Pont musical au saxo de deux fois quatre mesures similaires. Mélodie : Do-Si-La-Sol puis Do-Si-La-Fa.  |
| Partie 4  | Section A' : Mélodie : Ré-Mi-Mi-Si puis Ré-Mi-Mi-Si.                                                               |
| Partie 5  | Section solo 1 : Solo improvisé au saxo.                                                                           |
| Partie 6  | Section solo 2 : Solo improvisé à la batterie.                                                                     |
| Partie 7  | Section A' (Mélodie : Ré-Mi-Mi-Si x2) précédée de l'ostinato d'introduction (Mibm - Sibm7).                        |
| Partie 8  | Section B : Mélodie : Do-Si-La-Sol puis Do-Si-La-Fa.                                                               |
| Partie 9  | Section A : Mélodie : Ré-Mi-Mi-Si puis Ré-Mi-Si-Mi.                                                                |
| Partie 10 | Conclusion : Mélodie Si-Si-Mi (Mi persistant comme note finale).                                                   |

La note la plus haute d'un certain nombre de motifs est fréquemment accentuée (Voir Section B sur la quinte et Section solo 1).
Les notes jouées en solo par Paul Desmond (partie 5) appartiennent à la gamme mineure naturelle de Mib à l'exception du Do (sixte majeure caractéristique du mode dorien), du La (quinte diminuée, id est blue note), du Ré (septième mineure, caractéristique de la gamme mineure mélodique). L'usage de la gamme chromatique participe également à l'enrichissement modal de la composition.,

## Reprises
Take Five a été repris par de nombreux jazzmen tels que George Benson, qui en propose une version jazz-funk, et Quincy Jones, qui en a enregistré une version big band.
Des paroles ont même été écrites sur ce morceau, à l'origine créé pour quartet piano-saxophone-contrebasse-batterie. Elles sont notamment chantées par Al Jarreau et par Carmen McRae, accompagnée de Brubeck lui-même au piano.
Traversant les frontières du style jazz, le thème Take Five se retrouve dans la musique jamaïcaine avec des versions de King Tubby, du saxophoniste Val Bennett en reggae (sous le titre The Russians are Comming, première reprise jamaïcaine), de Derrick Morgan, de Rico Rodriguez, Jacob Miller, ou encore du deejay Dillinger.
Richard Anthony a produit une adaptation : "Ne boude pas" 1962 chez Columbia / Pathé-Marconi

## Diffusion
Take five  est considéré comme le standard de jazz le plus diffusé dans le monde[réf. souhaitée].

## Liste non exhaustive des reprises
- 1962 : Monica Zetterlund (en suédois I New York)
- 1962 : Richard Anthony (en français Ne Boude pas)
- 1962 : Jacqueline François (en français Ne boude pas)
- 1963 : Antonio Diaz « Chocolaté » Mena (Eso Es Latin Jazz... Man!)
- 1963 : Quincy Jones (Take Five)
- 1963 : Davey Graham (The Guitar Player)
- 1968 : Val Bennett (The Russians Are Coming)
- 1973 : Chet Atkins
- 1974 : Augustus Pablo (Ital Dub, The Big Rip Off)
- 1974 : George Benson (Take Five)
- 1976 : King Tubby
- 1977 : Al Jarreau (Look To The Rainbow)
- 1978 : Jacob Miller (Standing Firm)
- 1985 : Tito Puente et George Shearing, LP Mambo Diablo (Take Five)
- 1986 : George Benson (Live from Montreux)
- 1991 : Acoustic Alchemy (Reference Point)
- 1992 : Grover Washington, Jr. (Take Five (Take Another Five))
- 1996 : The Specials (Take Five)
- 1997 : Aziza Mustafa Zadeh (Jazziza)
- 1999 : The String Cheese Incident (Carnival '99)
- 2002 : Rodrigo y Gabriela (Foc)
- 2002 : Plankton (Plankton)
- 2008 : New York Ska-Jazz Ensemble (Step Forward)
- 2009 : Bugge Wesseltoft (Playing)
- 2010 : Stevie Wonder (North Sea Jazz Festival)
- 2011 : Eliane Elias (Light My Fire)